# Blasius Herk
Blasius Herk (* 28. Januar 1841 in Feeberg; † 26. September 1908 in Fisching) war Landwirt und Abgeordneter zum Österreichischen Abgeordnetenhaus.

## Leben
Blasius Herk war Sohn des Landwirts Josef Herk († 1885). Er besuchte eine Volksschule in Judenburg und wurde im Jahr 1870 durch eine Einheirat Landwirt in Fisching und in Reisstraße.
Von 1899 bis 1908 war er auch Obmannstellvertreter des Katholisch-konservativen Bauernvereins für Mittel- und Obersteiermark.
Er war römisch-katholisch und ab 1870 verheiratet mit Johanna Plötschl, mit der er vier Töchter und fünf Söhne hatte, wobei allerdings eine Tochter und zwei Söhne jung verstorben sind.
Von 1896 bis 1902 war er Mitglied im Steiermärkischen Landtag (VIII. Wahlperiode). Ab 1873 war er auch Bürgermeister von Fisching.

## Politische Funktionen
Blasius Herk war vom 9. April 1891 bis zum 7. September 1900 Abgeordneter des Abgeordnetenhauses im Reichsrat (VIII. und IX. Legislaturperiode), Kronland Steiermark, Wählerklasse Landgemeinden 3 (Judenburg, Knittelfeld, Obdach, Oberzeiring, Murau, Oberwölz, Neumarkt, Liezen, Rottenmann, St. Gallen, Gröbming, Irdning, Schladming, Aussee).

## Klubmitgliedschaften
Blasius Herk war ab 1891 Mitglied im Klub der Konservativen und ab 1897 im Klub der Katholischen Volkspartei.